# Danny Murphy
Daniel Benjamin „Danny“ Murphy (* 18. März 1977 in Chester) ist ein englischer Fußballspieler. Der neunfache englische Nationalspieler ist für seine Kreativität und hohe Einsatzbereitschaft im zentral-offensiven Mittelfeld bekannt und feierte kurz nach Beginn des 21. Jahrhunderts mit dem FC Liverpool seine größten Erfolge. Dort war er 2001 maßgeblich für den Gewinn des „Triples“ aus UEFA-Pokal, FA Cup und Ligapokal mitverantwortlich. Sein bis dato letzter Titelgewinn war 2003 eine zweite Ligapokalausgabe mit Liverpool.

## Profikarriere

### Im Verein

#### Crewe Alexandra (1993–1997)
Murphy schloss sich als Schüler der Nachwuchsabteilung von Crewe Alexandra, einer der renommiertesten Akademien im englischen Fußball, an und durchlief ein zweijähriges YTS-Ausbildungsprogramm („Youth Training Scheme“). Die Fortschritte in Jugend- und Reservemannschaft waren schnell erkennbar und so debütierte er bereits vor seinem 17. Geburtstag unter Cheftrainer Dario Gradi in der ersten Mannschaft. Beim 4:3-Erfolg gegen Preston North End am 17. Dezember 1993 schoss er dazu auf Anhieb ein Tor. Bis zum Ende der Saison 1993/94 absolvierte er insgesamt zwölf Ligapartien und stieg in die dritte Liga auf.
Obwohl er noch weiter das Jugendteam als Kapitän anführte, entwickelte er sich ab der Saison 1994/95 zum Stammspieler in der dritten Liga und über Auftritte in den englischen Schüler- und Jugendauswahlen zu einem der hoffnungsvollsten offensiven Mittelfeldtalente im englischen Fußball überhaupt. In den drei Drittligajahren war er als offensiver Mittelfeldspieler und „hängende Spitze“ hinter Dele Adebola mit insgesamt 25 Ligatoren äußerst treffsicher und führte die Mannschaft jeweils in die Play-off-Runde zum Aufstieg in die zweithöchste englische Spielklasse. Aller guten Dinge waren hier drei und nach vergeblichen Versuchen in den Jahren 1995 und 1996 gelang zum Ende der Saison 1996/97 mit einem 1:0-Finalsieg gegen den FC Brentford – gleichzeitig Murphys letzter Auftritt für die „Eisenbahner“ – der Aufstieg, wodurch Crewe Alexandra erstmals seit 1896 wieder in der zweiten Liga antreten konnte.

#### FC Liverpool (1999–2004)
Im Juli 1997 wechselte Murphy zum Erstligisten FC Liverpool. In der Mannschaft von Roy Evans fand er sich jedoch zunächst nur bedingt zurecht. Obwohl das Spiel der „Reds“ durch die Verletzungspausen von Jamie Redknapp einen gewissen Mangel an Kreativmomenten aufwies und Murphy mit seiner Passsicherheit diese Lücken zu füllen in der Lage schien, kam er nur sporadisch im zentralen Mittelfeld oder an der Seite von Stürmer Michael Owen zum Zuge. Dabei war nicht von Vorteil, dass ihm in 17 Pflichtspielen der Saison 1997/98 kein eigener Torerfolg vergönnt war. Auch als der FC Liverpool mit Gérard Houllier in der Saison 1998/99 eine neue Trainerära einleitete, verbesserten sich Murphys Perspektiven zunächst nicht. Im Gegenteil kam er auf gerade einmal auf vier Einsätze in der ersten Mannschaft; dazu fand er sich regelmäßig im Reserveteam wieder und wurde von Houllier bereits als „verkäuflich“ potentiellen Interessenten angeboten. Im Februar 1999 stimmte der Franzose schließlich einem Ausleihgeschäft zu, bei dem Murphy für die restlichen Partien der Saison bei seinem alten Verein aus Crewe im Abstiegskampf aushelfen durfte. Ohne Anpassungsschwierigkeiten fügte er sich dort wieder gut ein und bewahrte den Ex-Klub vor dem Abstieg in die Drittklassigkeit. Nach seiner Rückkehr kam Murphy auch in der Saison 1999/2000 nicht über die Rolle als Ergänzungs- und Reservemannschaftsspielers hinaus. Obwohl er sich als arbeitsamer „Mittelfelddynamo“ in guter Form zeigte, fiel er dabei zumeist Houlliers taktischer Grundordnung zum Opfer, sowohl häufig nur mit einer Sturmspitze oder einem explizit defensiver ausgerichteten Mittelfeldspieler anzutreten. Dennoch hatten Murphys Fortschritte Houllier überzeugt und ihm Februar 2000 kamen beide Parteien in Bezug auf eine Vertragsverlängerung um zwei weitere Jahre überein.
Der sportliche Durchbruch zum Stammspieler in Liverpool gelang Murphy in der Saison 2000/01, wobei er besonders zwischen November 2000 und Februar 2001 für Patrik Berger im linken Mittelfeld agierte. In der bis dato besten Spielzeit seiner Karriere gelangen ihm wichtige Tore, wie der Freistosstreffer zum 1:0 gegen Manchester United, dem ersten Liverpool Sieg im Old Trafford nach zehn Jahren, und jeweils zwei Tore gegen Aston Villa und im Ligapokalhalbfinale gegen Crystal Palace. Die Leistungen wurden am Ende mit dem „Triple“ aus UEFA-Pokal, FA Cup und Ligapokal gekrönt. Aufgrund von Verletzungsproblemen hatte Murphy dabei in der Schlussphase einige Zeit pausieren müssen und auch das Finale im Ligapokal verpasst, war aber bei den beiden anderen Endspielen und beim entscheidenden 4:0 in der Premier League, der die Champions-League-Qualifikation sicherstellte, wieder mit von der Partie.
Der mittlerweile auch in die englische A-Nationalmannschaft beförderte Murphy war fortan eine feste Größe im Mittelfeld, wenngleich die genaue Rolle variierte und er neben Auftritten im zentralen und linken Mittelfeld in der Saison 2001/02 zumeist rechts zu finden war. Auch in Bezug auf die Torgefährlichkeit stabilisierten sich Murphys Darbietungen, wie die zwölf Pflichtspieltreffer in der Saison 2002/03 – Murphy beste „Jahresausbeute“ in Liverpool – unter Beweis stellten. Besonders motiviert schien er in dieser Hinsicht gegen den Erzrivalen Manchester United zu sein, denn in der Saison 2003/04 schoss er bereits zum dritten Mal das einzige Tor zu einem 1:0-Sieg gegen „United“. Weniger von Bestand war seine Position im Mittelfeld und Hoffnungen darauf, sich aufgrund einer langwierigen Verletzung von Dietmar Hamann dauerhaft im bevorzugten Zentrum statt auf der Außenbahn präsentieren zu können, erfüllten sich bereits nach zwei Spielen nicht, da ihn Vladimír Šmicer von dort verdrängte.
Zur Saison 2004/05 verpflichtete der FC Liverpool den Spanier Rafael Benítez als neuen Trainer, der Murphy schnell offenbarte, dass er in seinen Plänen keine Rolle einnahm und so wechselte dieser im August 2004 zu Charlton Athletic nach London.

#### Charlton Athletic (2004–2006)
Mitentscheidend für den Transfer zu Charlton Athletic war für Murphy, dass ihm hier – anders als bei Tottenham Hotspur, das ebenfalls Interesse angemeldet hatte – die Aussicht auf einen Stammplatz gegeben wurde. Gemeinsam mit Radostin Kischischew und Matt Holland bildete er ein schlagkräftiges Mittelfeldzentrum bei den „Addicks“ und war Spezialist „für den ruhenden Ball“, wie vier Freistoßtore – von fünf Saisontreffern insgesamt – zeigten. Auch zu Beginn seiner zweiten Saison 2005/06 zeigte sich Murphy in einem Mittelfeld, zu dem Leihspieler Alexei Smertin hinzugekommen war, zunächst in guter Form, bevor er nach einigen schlechten Resultaten in Serie im November 2005 gegen Aston Villa plötzlich auf der Ersatzbank landete. Obwohl er in der folgenden Partie wieder in der Startelf war, verlor er fortwährend seinen Stammplatz und heuerte am letzten Tag der Wintertransferperiode Ende Januar 2006 für zwei Millionen Pfund bei Tottenham Hotspur an.

#### Tottenham Hotspur (2006–2007)
Am 12. Februar 2006 kam Murphy für die „Spurs“ per Einwechslung beim AFC Sunderland erstmals zum Einsatz, aber bis zum Ende der Saison 2005/06 stand er nur zweimal in der Startformation. Auch in der Spielzeit 2006/07 bestritt er nur vier Partien über die vollen 90 Minuten. Nach einer Reihe von Verletzungen spielte er zumindest zum Ende wieder in der Reservemannschaft und auch seine drei Einsätze im UEFA-Pokal 2006/07 zeigten, dass seine Erfahrung weiterhin gefragt war. Ohne jedoch eine weitere Partie für die erste Mannschaft Tottenham bestritten zu haben, wechselte er kurz nach Beginn der Saison 2007/08 und unmittelbar vor Ende der Sommertransferperiode am 31. August 2007 zum FC Fulham.

#### FC Fulham (seit 2007)

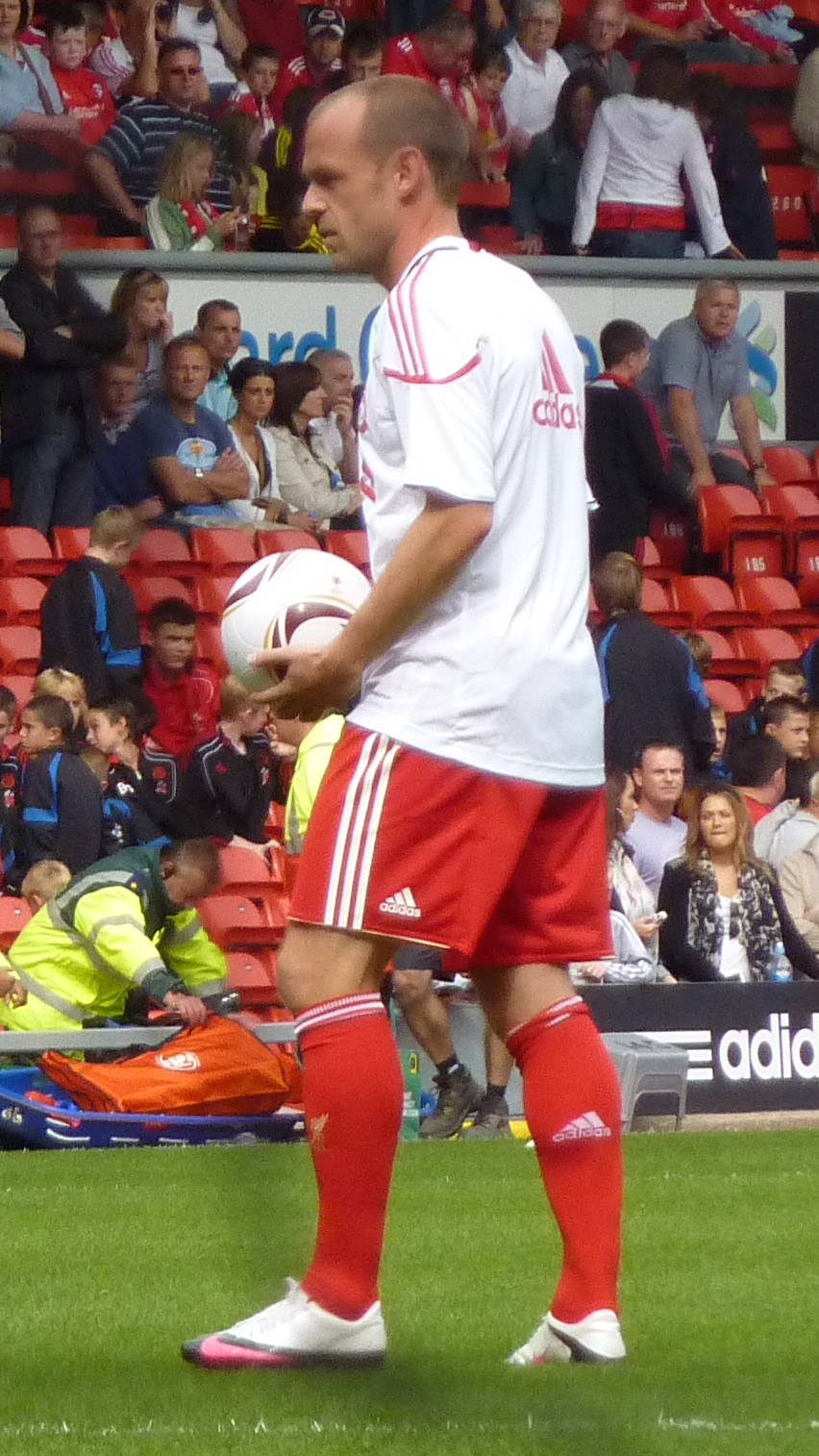
Danny Murphy, 2010

Bei den „Cottagers“ fand Murphy zu alter Stärke zurück. Als neue „Schaltzentrale“ im Spiel des FC Fulham war er nicht nur auf Anhieb wichtiger Passgeber, wie beim „Last-Minute-Treffer“ von Diomansy Kamara gegen Manchester City, auch übernahm er als Elfmeterschütze direkt Verantwortung und stellte am letzten Spieltag gegen den FC Portsmouth mit einem Kopfballtor den Klassenerhalt sicher.
Zur Saison 2008/09 ernannte Trainer Roy Hodgson Murphy zum neuen Mannschaftskapitän und gemeinsam mit Jimmy Bullard und Dickson Etuhu führte dieser den FC Fulham auf einen überraschend guten siebten Rang in der Premier League und zur damit verbundenen Qualifikation für die Europa League – er hatte dabei alle 38 Ligapartien absolviert. In der Europa League zog Murphy mit der Mannschaft nach Erfolgen gegen den VfL Wolfsburg und den Hamburger SV – gegen Juventus Turin hatte er zuvor wegen einer roten Karte gegen Schachtar Donezk eine Zwei-Spiele-Sperre absitzen müssen – bis ins Endspiel gegen Atlético Madrid vor, das jedoch mit 1:2 nach Verlängerung verloren ging. Ende Januar 2011 unterzeichnete Murphy beim FC Fulham eine Vertragsverlängerung bis zum Ende der Saison 2011/12.

### Englische Nationalmannschaft
Nach fünf Auftritten für die U-21-Auswahl beförderten Murphy die guten Darbietungen beim „Triple“ des FC Liverpool Ende 2001 in den erweiterten Kreis der A-Nationalmannschaft. Am 10. November 2001 wechselte ihn Sven-Göran Eriksson in Manchester erstmals gegen Schweden (1:1) ein. Er entwickelte sich zu einem Kandidaten für den englischen Kader bei der WM 2002 in Japan und Südkorea, blieb dann jedoch bei der ursprünglichen Nominierung unberücksichtigt. Nach der Verletzung von Steven Gerrard rückte er zunächst nach, verletzte sich dann im Training aber selbst und musste seine Teilnahme am Turnier absagen.
Nach der Weltmeisterschaft kam Murphy über gelegentliche Einsätze nicht mehr hinaus. Mit Ausnahme der Partie gegen Südkorea am 21. Mai 2002 stand er bei keinem seiner neun A-Länderspiele in der Startelf und der Auftritt am 16. November 2003 gegen Dänemark (2:3) war gleichzeitig sein letzter. Sein einziges Tor hatte er am 17. April 2002 beim 4:0 gegen Paraguay erzielt.

## Titel/Auszeichnungen
- UEFA-Pokal (1): 2001
- UEFA Super Cup (1): 2001
- FA Cup (1): 2001
- League Cup (2): 2001, 2003
- FA Community Shield (1): 2001

## Familie
Murphy heiratete am 7. Juli 2004 die britische Schauspielerin Joanna Taylor, die er durch ihren Kollegen Louis Emerick in Barbados kennen lernte. Nach seiner Heirat schrieb seine Frau im Jahr 2005 eine wöchentliche Kolumne in der Tageszeitung The Times in der Rubrik „Frauen von Fußballspielern“ (WAGs,  Footballer's wife). Zusammen haben sie zwei gemeinsame Kinder, die Tochter Maya Eve Murphy (* 2006) und ihrem Sohn Ethan Murphy (* 2010).